# Roger-Léon Anisson-Duperron
Pour les articles homonymes, voir Anisson et Duperron.
Pour les autres membres de la famille, voir Anisson-Duperron.
Roger-Léon Anisson-Duperron, né le 27 avril 1829 à Paris et mort le 23 juin 1908 à Paris 8e, est un homme politique français.

## Biographie
Issu de la famille Anisson-Duperron, Roger-Léon Anisson-Duperron est le fils d'Alexandre-Jacques-Laurent Anisson-Dupéron, député d'Yvetot, puis pair de France, et de son épouse, Sophie Félicité Brugière de Barante. Il est le petit-fils de Claude Ignace Brugière de Barante.
Avec Alexandre Marie de Boisgelin, il accompagne Charles-Jean-Melchior de Vogüé dans un grand voyage au Levant en 1853-1854.
Il est député de la Seine-Inférieure de 1871 à 1881, siégeant à droite.
Au printemps 1873, il prend une part active à la campagne qui voit la démission de Thiers, puis l'élection du maréchal de Mac-Mahon à la présidence de la République, le 24 mai. Il soutient ensuite le gouvernement Albert de Broglie (1) dans sa tentative de restauration monarchique.
Après l'échec de cette tentative, il continue à soutenir le gouvernement Albert de Broglie (2), avant de se rallier aux lois constitutionnelles de 1875.
Son voyage au Levant puis sa position de député lui permet de devenir membre de la Commission de Voyages et Missions du ministère de l'Instruction publique à partir d'avril 1874.
Aux élections législatives de 1876, il est réélu député d'Yvetot et siège dans la minorité monarchiste, soutenant le gouvernement Albert de Broglie (3) après la crise du 16 mai 1877, jusqu'au renouvellement de l'été 1881.
De 1871 à 1895, il représente le canton de Caudebec en Caux au Conseil-général de Seine-Maritime.
Il est aussi maire de Saint-Aubin de Crétot, où il est propriétaire du château.
Il meurt dans son hôtel à Paris, 13 avenue Hoche. Ses obsèques sont célébrées dans l'église Saint-Philippe-du-Roule et il est inhumé au cimetière du Père-Lachaise (43e division).

### Mariage et descendance
Il épouse à Paris le 15 juillet 1857 Catherine de Guenifey (Paris, 8 janvier 1835 - Saint-Germain en Laye, 17 décembre 1903), fille de André Claude Alphonse, baron de Guenifey, et de Marie Claudine Barbet. Dont deux enfants :
- Marie Sophie Stéphanie Anisson du Perron (Saint Aubin de Crétot, 5 juin 1858 - Paris 16e, 28 janvier 1949), mariée à Paris les 6 et 7 novembre 1876 avec Jacques Armand Etignard de Lafaulotte, maire de Bois-Himont (1842-1916), fils de Jules Jean Baptiste Etignard de Lafaullotte et de Elisabeth Bidault;
- Jacques Anisson du Perron (Paris 8e, 7 mars 1861 - château de Saint-Fargeau, 2 janvier 1946), marié à Paris les 18 et 19 juin 1890 avec Valentine de Boisgelin (1865-1942), fille de Bruno de Boisgelin et d'Isabelle de Guéroult. Leur fille Marie Anisson du Perron épouse en 1920 André d'Ormesson, ambassadeur de France[4].